# Kålordningen
Kålordningen (Brassicales) är en ordning i undergruppen eurosider II av trikolpaterna. 
I nyare klassificeringssystem ingår följande familjer:
- Akaniaceae
- Bataceae
- Bretschneideraceae
- Emblingiaceae
- Gyrostemonaceae
- Kaprisväxter (Capparaceae)
- Koeberliniaceae
- Korsblommiga växter (Brassicaceae)
- Krasseväxter (Tropaeolaceae)
- Papajaväxter (Caricaceae)
- Paradisblomsterväxter (Cleomaceae)
- Pepparrotsträdsväxter (Moringaceae)
- Pentadiplandraceae
- Resedaväxter (Resedaceae)
- Salvadoraceae
- Setchellanthaceae
- Sumpörtsväxter (Limnanthaceae)
- Tovariaceae

Alternativt kan Bretschneideraceae ingå i Akaniaceae.
I det äldre Cronquistsystemet hette Brassicales istället Capparales och ingick i underklassen Dilleniidae. De enda ingående familjerna var de korsblommiga växterna, kaprisväxter, Tovariaceae, resedaväxter samt pepparrotsträdsväxterna.